# ایست هودگ (لوئیزیانا)
ایست هودگ (به انگلیسی: East Hodge) شهری در ایالت لوئیزیانا کشور ایالات متحده آمریکا است که جمعیت آن در سرشماری سال ۲۰۱۰ میلادی، ۲۸۹ نفر بوده‌است.